# Rufin Anthony
Rufin Anthony (ur. 12 lutego 1940 w Khushpur, zm. 17 października 2016 w Islamabadzie) – pakistański duchowny katolicki, biskup Islamabadu-Rawalpindi w latach 2010–2016.

## Życiorys

### Prezbiterat
Święcenia kapłańskie otrzymał w dniu 29 czerwca 1969 i został inkardynowany do diecezji Fajsalabadu. Pracował głównie jako duszpasterz parafialny oraz jako wykładowca seminariów pakistańskich. Od 1996 był rektorem seminarium w Karaczi, a następnie mianowano go wikariuszem generalnym diecezji.

### Episkopat
4 sierpnia 2009 papież Benedykt XVI mianował go biskupem koadiutorem diecezji Islamabadu-Rawalpindi. Sakry biskupiej udzielił mu 21 września 2009 arcybiskup tytularny Montecorvino - Adolfo Yllana. Samodzielne rządy w diecezji objął w dniu 18 lutego 2010. Od 17 marca 2012 do 1 listopada 2013 pełnił funkcję administratora apostolskiego diecezji Fajsalabadu.
Zmarł w Islamabadzie 17 października 2016.